# 池田明日香
池田 明日香（いけだあすか、1991年12月19日 - ）は、日本の男優・歌手。身長は172cmで、血液型はA型。

## 出演

### 舞台
- タカラトミーアーツ主催「PRINCE OF MONSTERS～魔界塔からの脱出～」
  - フラーケン役・バーティ役＠新宿角座
- サンリオ×ネルケ　ミュージカル「ちっちゃな英雄」　ハンス役＠サンリオピューロランド
- ミュージカル
  - 北京、カナダ、ニューヨーク等海外公演多数（2016年-2019年）
  - 「赤毛のアン」ギルバート役＠東京国際フォーラムホールC（2015年-2019年）
  - 「赤毛のアン in サンリオピューロランド」　ギルバート役＠サンリオピューロランド
  - 「ウエストサイドストーリー」　トニー役＠東京ウィメンズプラザ（2016年-2017年）
  - 「OUR BLUE PLANET」　グリフィス役＠東京国際フォーラムホールC・人見記念講堂
  - 「風雲新選組～熱誠～」　澤太郎左衛門役＠シアター1010
  - 「眠れぬ森の神女」　清流院薫役＠六行会ホール
  - 「Winnie-thePooh～もう一つの物語～」ティガー役＠博品館劇場

- 音楽劇「僕のモーツァルト」　モーツァルト役＠サントリーブルーローズホール
- LIVEDOG「天満月のネコ」　レグルス役＠新宿村ライブ
- FPアドバンス「薄荷と檸檬、そしてモノクローム」　ハク役＠ワーサルシアター
- 「志士たち」　沖田総司役＠俳優座劇場
- 「あまつきつねの鬼灯」　蛇頭千役＠THEATERGREEN BOX IN BOX
- 「新訳真田十勇士」　片倉小十郎役＠THEATERGREEN BIGTREE THEATER
- 「走らないメロスたち」　矢沢雄大役＠THEATERGREEN BASE THEATER
- 「銀河鉄道の夜に」　ジョバンニ役

### 朗読劇
- 「ときめきステーショナリーズ」三角れん役
- 「ときめきステーショナリーズ再演」三角れん役
- 「ときめきステーショナリーズ2」三角れん役
- 「バースオブブレイバー」マキト役

### 歌手活動
- ダンスボーカルユニット「K.night」（現在解散）